# Puszkarz Orbano
Puszkarz Orbano – powieść historyczna Zofii Kossak dotycząca upadku Konstantynopola w 1453. 
Powieść oparta na faktach historycznych. Głównym bohaterem powieści jest puszkarz Orbano, którego działa przyczyniły się walnie do zdobycia Konstantynopola w 1453 roku. Książka była kilkakrotnie wznawiana. Przekłady na język: czeski (1939) i słowacki (1942). 